# Zajęcie Wilna

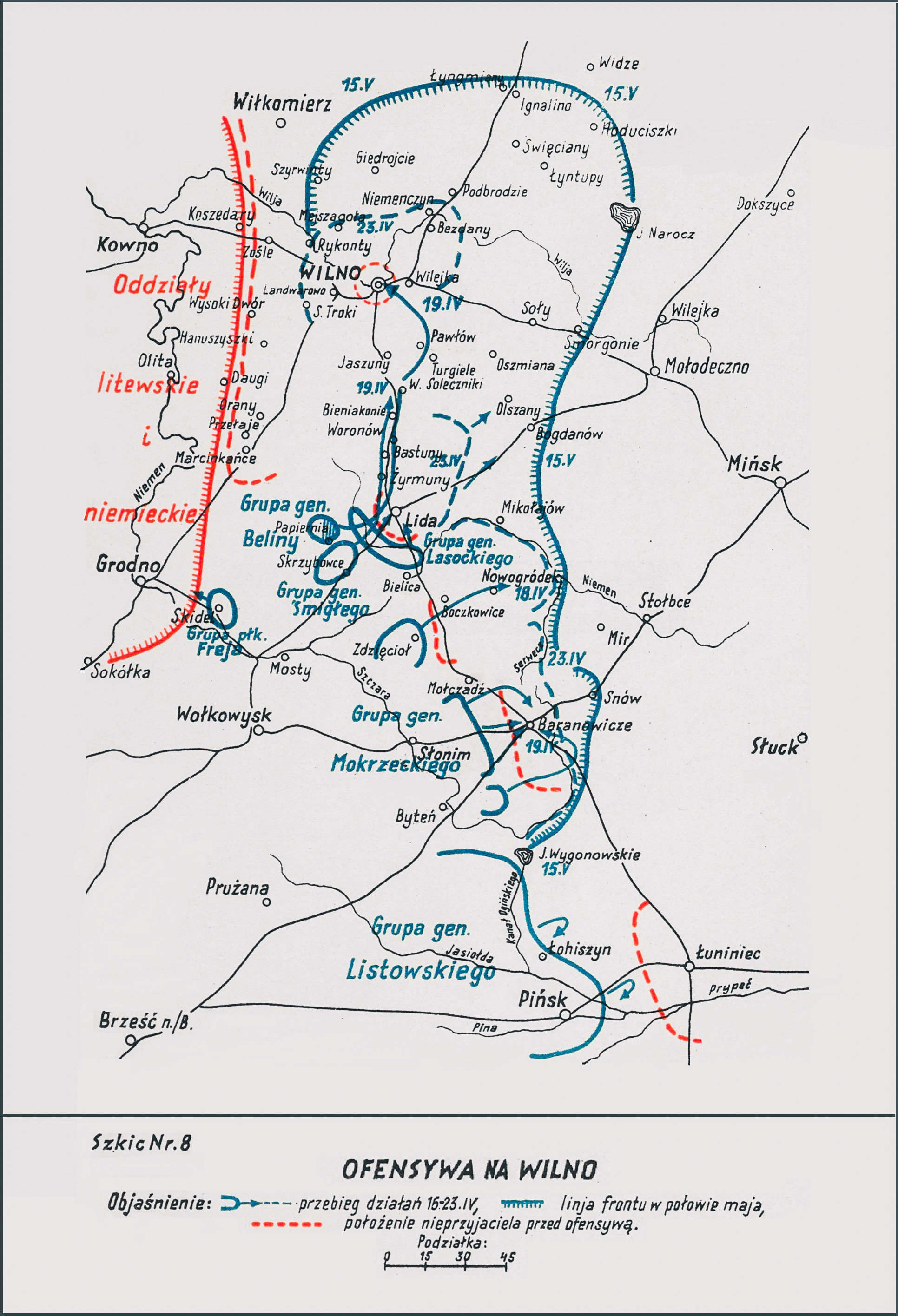
Adam Przybylski,
Wojna Polska 1918–1921

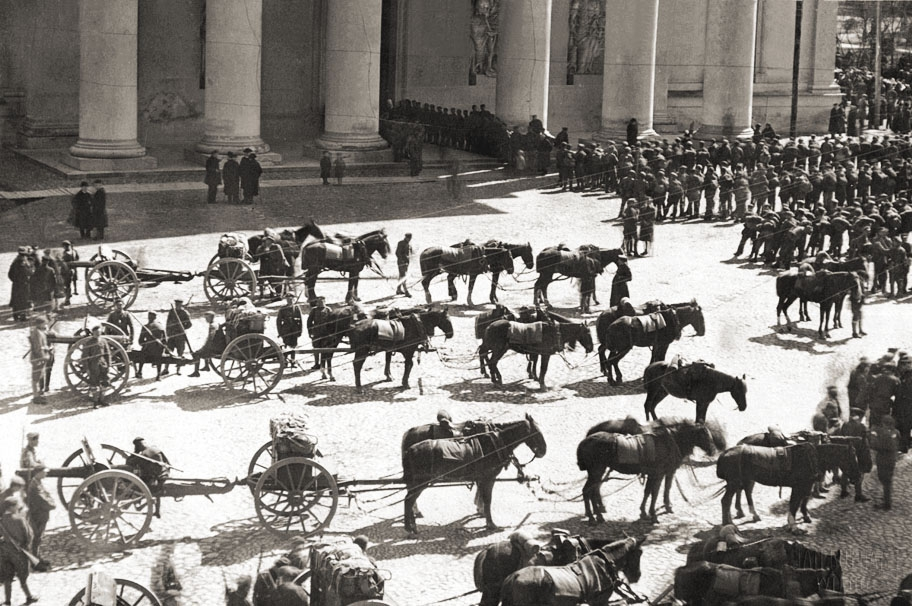
Artyleria polska w Wilnie po zajęciu miasta

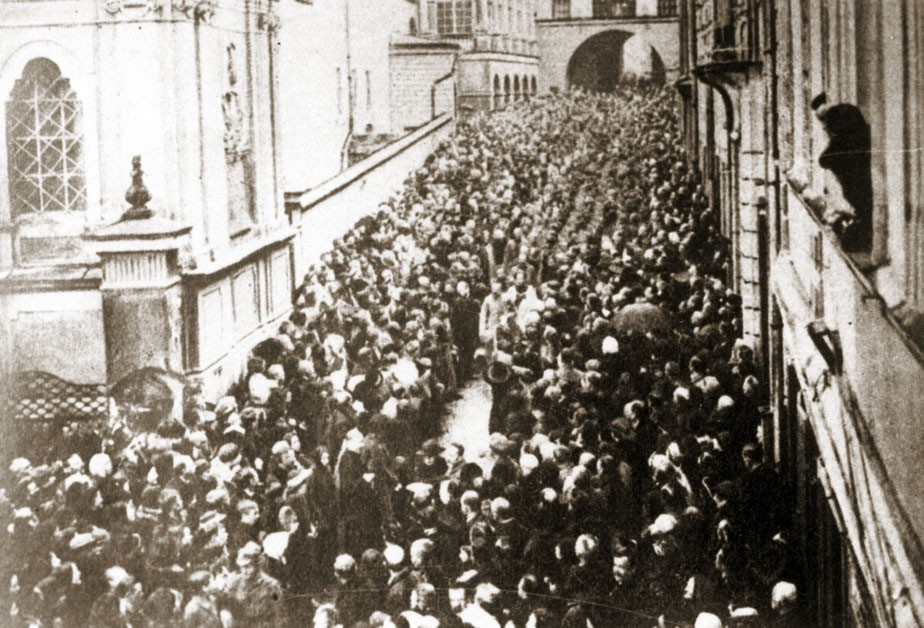
Józef Piłsudski przy Ostrej Bramie po zajęciu Wilna

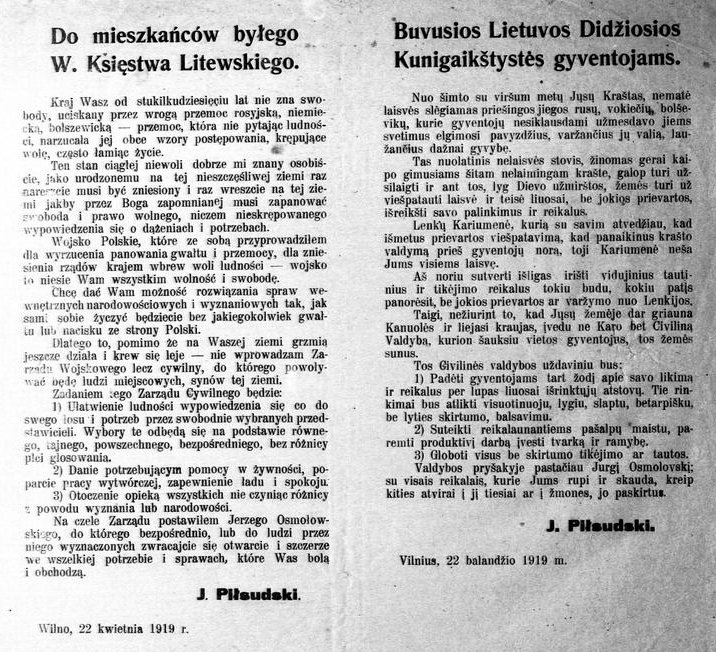
Odezwa Piłsudskiego do mieszkańców b. Wielkiego Księstwa Litewskiego

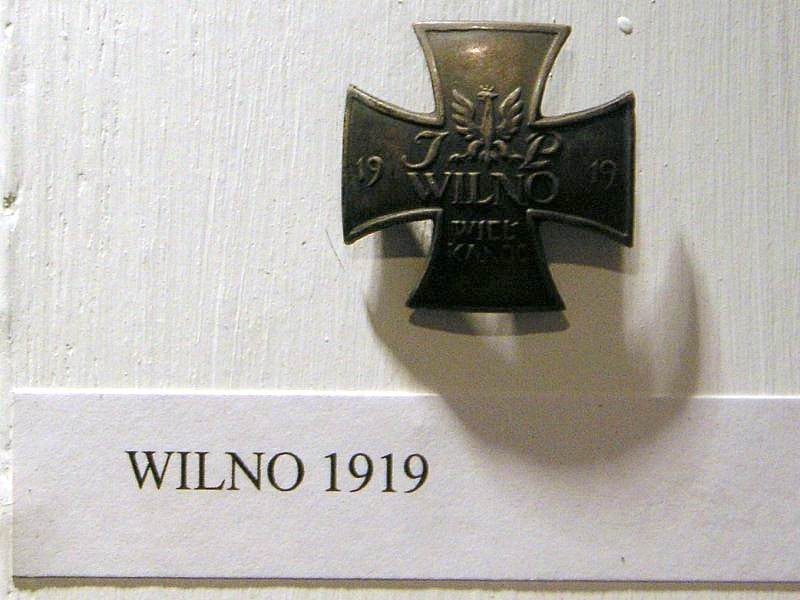
Polska odznaka za udział w walkach w Wilnie w 1919

Zajęcie Wilna (ofensywa wileńska, wyprawa wileńska) – jedna z pierwszych polskich operacji wojskowych podczas wojny polsko-bolszewickiej, przeprowadzona w kwietniu 1919 roku. Jej zasadniczym celem było zajęcie Wilna i Wileńszczyzny oraz przyłączenie tych terenów do odrodzonego państwa polskiego.

## Przed ofensywą
W listopadzie 1918 RFSRR, po kapitulacji Cesarstwa Niemieckiego przed Ententą uznała traktat brzeski za nieistniejący, rozpoczęła natarcie na zachód siłami Armii Czerwonej, celem wprowadzenia rządów bolszewickich na terenie dawnego Imperium Rosyjskiego. Skutkiem natarcia bolszewickiego był upadek rządu białoruskiego, a następnie ewakuacja rządu litewskiego (Taryby) z Wilna do Kowna.
Jeszcze przed wejściem Armii Czerwonej do Wilna i przed opuszczeniem miasta przez wojska niemieckie miejscowi socjaliści i komuniści utworzyli w Wilnie Radę Delegatów Robotniczych. Jej inauguracyjne posiedzenie odbyło się 15 grudnia 1918 r. Rada ogłosiła się centralnym organem zarządzającym na Litwie do czasu zwołania ogólnokrajowego zjazdu rad robotniczych i aspirowała do przejęcia całości władzy w mieście. Równocześnie społeczność polska, nie rezygnując z zamiarów włączenia Wileńszczyzny do niepodległego państwa polskiego, zorganizowała Komitet Obrony Kresów oraz Samoobronę Wileńszczyzny.
1 stycznia 1919 w Mińsku, po wejściu Armii Czerwonej do miasta, utworzono Białoruską Socjalistyczną Republikę Radziecką. Tego samego dnia oddziały polskiej wileńskiej Samoobrony otoczyły budynek, w którym obradowała Wileńska Rada Delegatów Robotniczych. Po całodziennych walkach socjalistyczna milicja robotnicza została zmuszona do poddania się, a członkowie rady zostali wzięci do niewoli (kilku popełniło samobójstwo). Tym samym Wilno przejściowo trafiło w ręce polskie, jednak już 5 stycznia przejęła je Armia Czerwona. Siły Samoobrony wycofały się na Grodzieńszczyznę, a w mieście utworzona została Litewska Rada Komisarzy Ludowych, na czele której stanął Vincas Mickevičius-Kapsukas. 5 lutego w Białymstoku doszło do porozumienia polsko-niemieckiego dotyczącego przemarszu wojsk polskich przez tereny objęte ewakuacją niemiecką na Wileńszczyznę i Białoruś.
7 lutego 1919 Piłsudski powiedział do swego współpracownika, Władysława Baranowskiego, jak widzi obecne możliwości ustanowienia granic:
„W tej chwili Polska jest właściwie bez granic i wszystko co możemy w tej mierze zdobyć na zachodzie, to zależy od Ententy i o ile zechce mniej lub więcej ścisnąć Niemcy. Na wschodzie to inna sprawa; tu są drzwi, które się otwierają i zamykają, i zależy, kto i jak szeroko siłą je otworzy...”
27 lutego bolszewickie władze Litwy i Białorusi połączyły się tworząc Litewsko-Białoruską Socjalistyczną Republikę Rad. Kontrolowane przez nią obszary obejmował terror klasowy oraz szczegółowe regulacje prawne w duchu bolszewickim. Ofiarą reżimu padali głównie ziemianie, inteligencja, działacze niepodległościowi i duchowieństwo. Zniszczeniu uległa też część dorobku kulturalnego. Krwawo stłumiono także wystąpienia polskie w rejonie nieświeskim w marcu 1919.
W połowie lutego zgrupowane pod wodzą gen. Stanisława Szeptyckiego wojska polskie podjęły kontrofensywę i starły się w boju z Armią Czerwoną. W marcu w wyniku natarcia grupy gen. Antoniego Listowskiego Polacy przejęli kontrolę nad Pińskiem.

## Ofensywa
16 kwietnia 1919 wojska polskie rozpoczęły ofensywę. Główne zadanie, jakim było zajęcie Wilna, realizowała grupa jazdy pułkownika Władysława Beliny-Prażmowskiego (9 szwadronów kawalerii i pluton artylerii konnej) oraz grupa piechoty generała Rydza-Śmigłego (3 bataliony piechoty).
Równocześnie na Lidę uderzyły oddziały generała Zygmunta Lasockiego, na Baranowicze i Nowogródek grupa generała Stefana Mokrzeckiego, a na Łuniniec generała Antoniego Listowskiego. 17 kwietnia opanowano Lidę, 18 kwietnia Nowogródek, 19 kwietnia Baranowicze.
Wojska polskie dotarły do Wilna 19 kwietnia rankiem i jeszcze tego samego dnia, korzystając z wydatnego wsparcia mieszkańców miasta, zwłaszcza robotników ze Stowarzyszenia św. Kazimierza („kaziuków”), objęły kontrolę nad większością miasta. Jedynie w niektórych miejscach bolszewicy utrzymali się do 21 kwietnia. Wyparcie bolszewików, którzy zwłaszcza w początkowej fazie polskiego ataku mieli przewagę liczebną, było możliwe również dzięki ofiarności kolejarzy węzła wileńskiego, którym pomimo bolszewickiego ostrzału udało się uruchomić pociąg do Lidy, co umożliwiło szybsze wsparcie piechoty. Fakt ten upamiętniono w dwudziestoleciu międzywojennym tablicą pamiątkową na budynku dworca.

## Po ofensywie
Po zajęciu Wilna Józef Piłsudski wydał 22 kwietnia 1919 odezwę do mieszkańców byłego Wielkiego Księstwa Litewskiego deklarując samostanowienie wszystkich narodowości przedrozbiorowej Rzeczypospolitej Obojga Narodów. Krok ten spotkał się, co prawda, z entuzjazmem polskojęzycznej części mieszkańców obszaru, jednak strona białoruska pozostała zupełnie bierna, a Litwinów pomysł ten głęboko zaniepokoił. Ówczesny rząd, rezydujący w Kownie zdecydowanie zaprotestował.
Zajęcie Wilna było silnie krytykowane m.in. przez endecję, przedstawiciele której oskarżyli Piłsudskiego (głównego inicjatora planu tej ofensywy) o zdradę przed Sejmem (endecy byli przeciwni koncepcji Międzymorza, którą próbował realizować Piłsudski). Operacja ta także została skrytykowana przez Litwę, która widziała siły polskie jako siły okupacyjne (mimo iż większość mieszkańców Wilna stanowili Polacy, a Litwini - tylko 2%; zob. wojna litewska).
Radziecka kontrofensywa na Wilno pod koniec kwietnia 1919 zakończyła się klęską; Sowieci jednak zajęli Wilno w 1920, później przekazali je będącym z nimi w sojuszu Litwinom, Polska odzyskała je w wyniku tzw. buntu Żeligowskiego.
Po zajęciu Wilna w mieście zorganizowano stosowne ceremonie, w tym defiladę wojsk i uroczyste dziękczynienie w Ostrej Bramie. Tak moment ten opisał naoczny świadek, Tadeusz Święcicki:
„Wielki szloch tego tłumu, klęczącego na ulicy. Spojrzałem na Komendanta. Stał twarzą zwrócony do obrazu, oparty na szabli, nasrożony i... spod nasrożonych brwi ciężka łza spływała mu na wąsy. Śmigły za nim miał jakiś nerwowy tick na twarzy. Twarz drgała i też łzy ciekły mu po twarzy. A Belina beczał po prostu jak smarkacz...”
Sam Piłsudski później zapisał:
„Do żadnego miasta zdobytego przeze mnie nie wjeżdżałem z takim uczuciem, jak do Wilna”
Tak z kolei zajęcie Wilna skomentował krakowski Czas:
„Po 120 latach przerwy powraca Wilno znowu do łączności z Koroną - a wraz z nim, miejmy nadzieję, cała Litwa. [...] Wprawdzie bowiem na drodze ku odzyskaniu dawnej historycznej granicy na wschodzie jest zajęcie Wilna dopiero pierwszym krokiem, ale mamy wszyscy świadomość, że poprzestać na nim nie można”